# Senta Severa
Senta Severa és un municipi occità, situat al departament de l'Indre i a la regió de Centre – Vall del Loira. L'any 2007 tenia 865 habitants.
En aquest poble el director i còmic francès Jacques Tati hi va filmar la pel·lícula Dia de festa (1949). Molts dels habitants van actuar com a extres.

## Demografia

### Població
El 2007 la població de fet de Senta Severa era de 865 persones. Hi havia 364 famílies, de les quals 127 eren unipersonals (20 homes vivint sols i 107 dones vivint soles), 138 parelles sense fills, 75 parelles amb fills i 24 famílies monoparentals amb fills.
La població ha evolucionat segons el següent gràfic:
Habitants censats

### Habitatges
El 2007 hi havia 478 habitatges, 369 eren l'habitatge principal de la família, 56 eren segones residències i 54 estaven desocupats. 420 eren cases i 56 eren apartaments. Dels 369 habitatges principals, 265 estaven ocupats pels seus propietaris, 96 estaven llogats i ocupats pels llogaters i 8 estaven cedits a títol gratuït; 2 tenien una cambra, 36 en tenien dues, 76 en tenien tres, 92 en tenien quatre i 163 en tenien cinc o més. 287 habitatges disposaven pel capbaix d'una plaça de pàrquing. A 166 habitatges hi havia un automòbil i a 142 n'hi havia dos o més.

### Piràmide de població
La piràmide de població per edats i sexe el 2009 era:
| Homes | Edats   | Dones |
| ----- | ------- | ----- |
| 4     | 95 o +  | 0     |
| 16    | 90 a 94 | 28    |
| 8     | 85 a 89 | 36    |
| 12    | 80 a 84 | 12    |
| 32    | 75 a 79 | 28    |
| 40    | 70 a 74 | 48    |
| 20    | 65 a 69 | 36    |
| 20    | 60 a 64 | 12    |
| 24    | 55 a 59 | 20    |
| 32    | 50 a 54 | 28    |
| 20    | 45 a 49 | 36    |
| 44    | 40 a 44 | 28    |
| 20    | 35 a 39 | 28    |
| 16    | 30 a 34 | 16    |
| 16    | 25 a 29 | 12    |
| 12    | 20 a 24 | 8     |
| 40    | 15 a 19 | 20    |
| 20    | 10 a 14 | 16    |
| 12    | 5 a 9   | 16    |
| 16    | 0 a 4   | 0     |

## Economia
El 2007 la població en edat de treballar era de 443 persones, 313 eren actives i 130 eren inactives. De les 313 persones actives 278 estaven ocupades (154 homes i 124 dones) i 35 estaven aturades (9 homes i 26 dones). De les 130 persones inactives 73 estaven jubilades, 19 estaven estudiant i 38 estaven classificades com a «altres inactius».

### Ingressos
El 2009 a Senta Severa hi havia 370 unitats fiscals que integraven 757,5 persones, la mediana anual d'ingressos fiscals per persona era de 16.229 €.

### Activitats econòmiques
Dels 66 establiments que hi havia el 2007, 1 era d'una empresa extractiva, 3 d'empreses alimentàries, 10 d'empreses de construcció, 16 d'empreses de comerç i reparació d'automòbils, 4 d'empreses de transport, 3 d'empreses d'hostatgeria i restauració, 2 d'empreses d'informació i comunicació, 3 d'empreses financeres, 4 d'empreses immobiliàries, 5 d'empreses de serveis, 8 d'entitats de l'administració pública i 7 d'empreses classificades com a «altres activitats de serveis».
Dels 30 establiments de servei als particulars que hi havia el 2009, 1 era una gendarmeria, 1 oficina de correu, 1 una oficina bancària, 3 tallers de reparació d'automòbils i de material agrícola, 1 guixaire pintor, 2 fusteries, 4 lampisteries, 1 electricista, 1 empresa de construcció, 4 perruqueries, 3 veterinaris, 2 restaurants, 3 agències immobiliàries, 2 tintoreries i 1 saló de bellesa.
Dels 9 establiments comercials que hi havia el 2009, 2 eren supermercats, 1 una botiga de més de 120 m², 2 fleques, 1 una fleca, 1 una peixateria, 1 una botiga d'electrodomèstics i 1 una botiga de material de revestiment de parets i terra.
L'any 2000 a Senta Severa hi havia 38 explotacions agrícoles que ocupaven un total de 1.482 hectàrees.

## Equipaments sanitaris i escolars
El 2009 hi havia 1 farmàcia i 1 ambulància.
El 2009 hi havia una escola elemental. Sainte-Sévère-sur-Indre disposava d'un col·legi d'educació secundària amb 133 alumnes.

## Poblacions més properes
El següent diagrama mostra les poblacions més properes.